# Conker's Pocket Tales
Conker's Pocket Tales un jeu vidéo d'action-aventure sorti en 1999 sur Game Boy Color. Le jeu a été développé et édité par Rare, et distribué par Nintendo. Il s'agit du premier opus de la série Conker. Le jeu met en scène un petit écureuil roux du nom de Conker, qui doit sauver sa petite amie Berri kidnappée par le malfaisant Acorn.

## Scénario
L'histoire commence au moment où Berri fête l'anniversaire de Conker. Cependant, au milieu de la fête, le malfaisant Acorn sort du gâteau d'anniversaire, kidnappe Berri et vole tous les cadeaux. Conker doit désormais sauver sa petite amie Berri et retrouver tous ses cadeaux volés et dispersés par le malfaisant Acorn.

## Système de jeu
Conker's Pocket Tales est un jeu d'action-aventure en vue de dessus. Le joueur incarne Conker et doit trouver les huit cadeaux qui parsèment chacun des six mondes du jeu pour progresser. Il lui faut aussi récupérer des clés pour ouvrir des portes ainsi que divers objets qui l’aideront dans son aventure, en plus de devoir résoudre des énigmes. Ces dernières consistent généralement à pousser des caisses afin de les placer d’une manière particulière ou d’appuyer sur des interrupteurs dans un ordre précis. En outre, des ennemis peuvent s’attaquer à Conker, ce dernier pouvant notamment se défendre à l’aide d’un lance-pierre. Le joueur accède au monde suivant lorsqu’il parvient à trouver les huit cadeaux.

## Développement
Conker's Pocket Tales est le premier jeu Game Boy Color développé par Rare. Le jeu était destiné à servir de précurseur pour un titre initialement prévu sur Nintendo 64, Twelve Tales: Conker 64, qui a été annulé puis réadapté en un titre adulte, Conker's Bad Fur Day, contenant des blasphèmes, de la violence graphique et de l'humour toilette.

## Accueil
Le jeu reçoit un accueil plus ou moins mitigé de la presse spécialisée. Nintendo Power évoque comme point positif la qualité des graphismes, notamment lorsqu'il est joué sur Game Boy Color, qui « poussent les capacités de la console au maximum » selon lui. Il souligne en outre que la difficulté est bien dosée, rendant l'expérience satisfaisante autant pour les joueurs novices et expérimentés. Il souligne cependant que son aspect enfantin pourrait déplaire à certains. Game Informer est déçu par le jeu dans son ensemble et critique vivement son gameplay et son scénario.
IGN trouve que le jeu est bon sans pour autant être excellent. Il loue les graphismes du jeu, qu'il considère de meilleure qualité que la plupart des jeux de la console. Il apprécie en outre la variété des mondes et leur design. Official Nintendo Magazine est plus enthousiaste, déclarant que le jeu est « une grande aventure à ne pas manquer ».